# Lepidopilidium theriotii
Lepidopilidium theriotii är en bladmossart som beskrevs av Naveau in Dixon och Thériot 1942. Lepidopilidium theriotii ingår i släktet Lepidopilidium och familjen Hookeriaceae. Inga underarter finns listade i Catalogue of Life.